# شهرستان کاراش-سورین
شهرستان کاراش-سورین (به لاتین: Caraș-Severin County) یک județ در رومانی است که در رومانی واقع شده‌است.

## خصوصیات
شهرستان کاراش-سورین ۸٬۵۱۴ کیلومترمربع مساحت و ۲۷۴٬۲۷۷ نفر جمعیت دارد.